# Arctium
Arctium es un género de plantas compuestas, perteneciente a la familia Asteraceae. Comprende 244 especies descritas y de estas, solo 18 aceptadas. Es originario del sudoeste de África.

## Taxonomía
El género fue descrito por Carlos Linneo y publicado en Species Plantarum 2: 816. 1753. La especie tipo es: Arctium lappa L.
Etimología
Arctium: nombre genérico que deriva del griego arction, nombre de una planta tomada desde arctos =  "oso", ya está mencionada por Dioscórides y probablemente se refiere a la vellosidad y la apariencia lanuda de la planta.

## Especies aceptadas
A continuación se brinda un listado de las especies del género Arctium aceptadas hasta junio de 2012, ordenadas alfabéticamente. Para cada una se indica el nombre binomial seguido del autor, abreviado según las convenciones y usos.
- Arctium × ambiguum (Čelak.) Nyman
- Arctium atlanticum (Pomel) H.Lindb.
- Arctium × batavum Arènes
- Arctium × bretonii Rouy
- Arctium debrayi Senay
- Arctium lappa L.
- Arctium leiobardanum Juz. & c.serg. ex Stepanov
- Arctium minus (Hill) Bernh.
- Arctium × mixtum (Simonk.) Nyman
- Arctium neumani (Rouy) Rouy
- Arctium × nothum (Ruhmer) J.Weiss
- Arctium palladini (Marcow.)
- Arctium palladinii Grossh.
- Arctium platylepis Sosn. ex Grossh.
- Arctium pseudarctium (Bornm.) Duist.
- Arctium sardaimionense Rassulova & B.A.Sharipova
- Arctium scanicum (Rouy) Rouy
- Arctium tomentosum Mill.